# شومناتیتسا
شومناتیتسا (به لاتین: Shumnatitsa) یک منطقهٔ مسکونی در بلغارستان است که در شهرستان کیرکوفو واقع شده‌است.